# سانی بونو
سانی بونو (انگلیسی: Sonny Bono؛ زادهٔ ۱۶ فوریهٔ ۱۹۳۵ – درگذشتهٔ ۵ ژانویهٔ ۱۹۹۸) خواننده، تهیه‌کننده، بازیگر و سیاست‌مدار اهل ایالات متحده آمریکا بود که بعد از همکاری با همسر دومش شر به شهرت رسید. از فیلم‌هایی که او در آن بازی کرده‌است، می‌توان به اوقات خوش اشاره کرد.